# 青柳塁斗
青柳 塁斗（あおやぎ るいと、1990年3月29日 - ）は、日本の俳優。
北海道出身。アミューズ所属。堀越高等学校卒業。

## 人物
- 愛称：るいるい
- 身長：175cm
- 体重：72㎏
- 特技：ダンス・アクロバット・ドラム・ギター・筋トレ
- 最低体脂肪率：3%
- 好きなキャラクター：ドラえもん
- 好きな食べ物：実家から送られてくる干しいも、ラーメンなど
- 嫌いな食べ物：今のところ不明
- 大のプロレス好きである。

## 来歴
- アクターズスタジオ北海道本部校出身。
- 同じ事務所の平間壮一とは小学校4年生のときから幼馴染であり、一緒の飛行機で上京してきた。
- 高校3年生の時に学級委員長を務めた。
- 2021年、体を鍛えすぎて演技より筋肉ばかりアピールしていることについて、「有吉反省会」に出演し反省した。
- アマチュアボディビル大会で5位に入賞した事がある。
- 2022 All About ミュージカル・アワードの新星賞を受賞。

## 出演

### 映画
- 実写版 テニスの王子様（2006年5月13日公開） - 青学テニス部員 役
- FROGS on Screen（2008年6月7日公開） - アマネ 役
- ゴスロリ処刑人（2010年9月4日公開） - マサト 役
- パパはわるものチャンピオン（2018年9月21日公開）
- 『ヒプノシスマイク -Division Rap Battle-』Rule the Stage 《Bad Ass Temple VS 麻天狼》-Cinema Edit-（2023年3月24日公開） - 天国獄 役
- Amuse Presents SUPER HANDSOME LIVE 2022 “ROCK YOU! ROCK ME!!”（2023年5月19日公開）[1]

### テレビドラマ
- 愛の劇場 砂時計（2007年3月 - 5月、TBS） - 月島藤 役
- 探偵学園Q 第2話（2007年7月10日、日本テレビ） - ストリートダンサー 役
- 1分半劇場 24のひとみ（2007年10月 - 2008年3月、TBS） - 村田先生 役
- 1分半劇場 御手洗ゼミの理系な日常（2008年4月 、TBS） - ショウ 役
- ごくせん 第3話（2008年5月3日、日本テレビ） - 青芝高校の生徒 役
- 金曜プレステージ「事件記者」（2008年9月12日、フジテレビ） - 矢作悠太 役
- 1分半劇場 参議院議員候補マミ（2009年3月17日、TBS） - ヴェル（大人）役
- さよならが言えなくて（2009年9月18日、テレビ朝日）
- 左目探偵EYE（2009年10月3日、日本テレビ）
- 闇金ウシジマくん 第1 - 3話（2010年10月12日、TBS）
- サイン 第5 - 7話（2011年2月16日、MBS）- 坂井陽一 役
- AKBラブナイト恋工場 第21話「別れの時間」（2016年7月6日、テレビ朝日） - 慎平 役
- 新しい王様（TBS）
  - Season1 第1話 - 第5話（2019年1月8日 - 14日）
  - Season2 第9話 （2019年4月15日）
- おいハンサム!! 第5話・第6話（2022年2月5日・12日、東海テレビ・フジテレビ） - リョータ 役
  - おいハンサム!!2 第3話・第7話（2024年4月20日・5月18日） - リョータ / レイ広田 役

### バラエティ・情報番組
- 東京暇人〜TOKYO hi−IMAGINE〜（2019年3月8日・15日・4月12日・19日、日本テレビ）
- エンタメサーチバラエティ プレミアの巣窟<Mナイト>（2019年8月26日、フジテレビ）
- バゲット（2020年10月7日、日本テレビ）
- 有吉反省会（2021年3月20日、日本テレビ）
- 筋肉アワー - 筋肉モデルとして出演
  - 「バスケットボール編」#1 - #3（2021年5月21日・22日、NHK-BS1 / 5月26日・27日、NHK総合）
  - 「フィギュアスケート編」#1 - #3（2021年10月28日・11月4日・11日、NHK総合 / 11月1日・6日、NHK BS1）[2]
  - 「ラグビー編」#1 - #3（2022年1月1日・6日・8日、NHK総合）
  - 「陸上編」#1 - #3（2022年5月29日・6月4日・5日、NHK総合）
  - 「日本舞踊編」#1 - #3（2022年5月30日・31日・6月1日、NHK Eテレ）
  - 「サッカー編」#1 - #3（2022年10月25日・23日・28日、NHK総合）
  - 「スキージャンプ編」#1 - #3（2022年10月22日・23日・27日、NHK総合）
  - 「クラシックピアノ編」#1 - #3（2022年12月10日・21日、NHK Eテレ）
  - 「歌舞伎編」#1 - #3（2022年12月17日・24日・25日、NHK Eテレ）
  - 「ラグビーワールドカップ編」#1 - #3（2023年8月29日・30日・31日、NHK総合）
  - 「競泳編」#1 - #3（2024年3月10日・11日・14日、NHK総合）
  - 「バスケットボール編」#1 - #3（2024年7月2日・3日・4日、NHK総合）
  - 「柔道編」#1 - #3（2024年7月15日・19日、NHK総合）
  - 「アイスホッケー編」#1 - #3（2025年2月3日・4日・5日、NHK総合）
  - 「相撲編」#1 - #3（2025年3月7日・8日・9日、NHK総合）
- オダイバ！！超次元音楽祭 ～Z世代のスター大集合SP～（2021年8月15日、フジテレビ） - 天国獄 役
- 第39回大会『SASUKE2021』〜NINJA WARRIOR〜 （2021年12月28日、TBS）
- 現役力士 vs 肉体派芸能人 怪力バトルフィールド（2022年8月7日、TBS）
- 笑神様は突然に…2023冬2時間SP（2023年1月29日、日本テレビ） - 筋肉BIG4

### 舞台・ミュージカル
- ミュージカル テニスの王子様 - 向日岳人 役
  - The Imperial Match 氷帝学園（2005年8月8日 - 20日、日本青年館他）
  - The Imperial Match 氷帝学園 in winter 2005 - 2006（2005年12月19日 - 2006年1月2日、日本青年館他）
  - Dream Live 3rd（2006年3月28日・29日、Zepp Tokyo）
  - Advancement Match 六角 feat. 氷帝学園（2006年8月3日 - 27日、日本青年館他）
  - Dream Live 4th（2007年3月30日・31日、パシフィコ横浜）
  - Dream Live 4th Extra（2007年5月17日 - 20日、梅田芸術劇場）
  - The Imperial Presence 氷帝 feat. 比嘉（2008年7月29日 - 9月15日、日本青年館他）
  - The Tresure Match 四天宝寺 feat. 氷帝（2008年12月13日 - 18日、日本青年館他）
- Amuse Youth × SET Collaboration ON LINE（2006年6月7日 - 13日、シアターVアカサカ） - マーチ 役
- 舞台「FROGS」
  - 初演（2007年3月14日 - 21日、シアターグリーン BIG TREE THEATER） - アマネ 役
  - 再演（2007年9月21日 - 24日、東京芸術劇場 中ホール） - アマネ/フクロウの部下 / 執行者 役
  - 再々演（2008年3月19日 - 23日、天王洲 銀河劇場 / 3月28日 - 30日、梅田芸術劇場 シアター・ドラマシティ） - アマネ / フクロウの部下 / 執行者 役
  - 再々々演（2009年2月11日 - 15日、サンシャイン劇場 / 2月20日 - 22日、新神戸オリエンタル劇場） - アマネ / フクロウの部下 / 執行者 役
  - spcial（2013年7月23日・27日、AiiA Theater Tokyo）
- ON LINE プロジェクト プロデュース公演 vol.2 ルームシェア（2007年5月2日 - 6日、全労済ホール スペース・ゼロ） - 轟賢也 役
- すけだち（2007年8月5日 - 14日、新宿コマ劇場） - 赤井蠍 役
- RUN&GUN シリーズ公演 第1弾 ブルーシーツ（2008年1月9日 - 20日、紀伊国屋ホール / 1月26日 - 27日、イオン化粧品 シアターBRAVA!） - 耕平 役
- 音楽舞踏会「黒執事」－その執事、友好－（2009年5月28日 - 6月7日、サンシャイン劇場） - ユウキ 役
- イタズラなKiss 〜卒業編〜（2009年7月29日 - 8月9日、博品館劇場 / 8月12日 - 13日、新神戸オリエンタル劇場） - 入江直樹 役
- DHE@stageプロデュース公演「Love Musical」（2009年9月3日、AKASAKA RED THEATER） - ゲスト出演
- 全労済ホール スペース・ゼロ提携公演 ルドビコ★ vol.5「ROMEO－午前0時の訪問者－」（2009年9月30日 - 10月6日、全労済ホール スペース・ゼロ） - マキューシオ 役
- abc★青山ボーイズキャバレー（2009年10月12日 - 25日、青山円形劇場） - キリュウ 役
- マグダラなマリア 〜マリアさんは二度くらい死ぬ!オリエンタルサンシャイン急行殺人事件〜（2009年11月21日、サンシャイン劇場） - アンジェラ役（日替わりゲスト）
- 困ったメン 〜絶望のジングルベルMIX〜（2009年12月16日 - 20日、全労済ホール スペース・ゼロ） - ナベ 役
- 小倉久寛 ひとり立ち公演 vol.2「ウノ!ドス!トレス!〜おためし企画スマイルツアー〜」（2010年2月19日 - 28日、新宿シアターサンモール）
- BLACK PEARL（2010年4月7日 - 11日、紀伊国屋サザンシアター） - 養命酒 役
- 水木英昭プロデュース vol.10「眠れぬ夜の1×8（イチカケハチ）レクイエム 〜ネイキッドポリスアカデミー〜」（2010年6月9日 - 15日、紀伊国屋ホール） - 越川一馬 役
- abc★赤坂ボーイズキャバレー
  - 〜心ごと脱げ!〜（2010年8月18日 - 29日、赤坂ACTシアター / 9月3日 - 5日、サンケイホールブリーゼ） - 神埼良彦 役
  - Spin Off「裏」（2010年10月6日、新宿シアターサンモール） - ゲスト出演
- 源氏物語×大黒摩季songs 〜ボクは、十二単に恋をする〜（2010年10月27日 - 11月6日、天王洲 銀河劇場） - 頭中将 役
- 姫子と7人のマモル（2010年12月18日 - 26日、全労済ホール スペース・ゼロ）
- Spiritualな1日（2011年4月1日 - 3日、紀伊国屋サザンシアター）
- 水木英昭プロデュース vol.12「蘇州夜曲」【虎組】（2011年7月13日 - 18日、紀伊国屋ホール）
- 小倉久寛 ひとり立ち公演 vol.3「ダンス天国」（2011年8月26日 - 9月4日、新宿シアターサンモール）
- *pnish* vol.13 トラベルモード（2011年11月2日 - 6日、サンシャイン劇場/11月12日・13日、新神戸オリエンタル/11月19日・20日、テレビアホール/11月25日、道新ホール）
- 地球ゴージャスプロデュース公演 Vol.12「海盗セブン」（2012年3月8日 - 4月22日、赤坂ACTシアター / 4月27日 - 29日、中京大学文化市民会館オーロラホール / 5月5日・6日、新潟テルサ / 5月12日 - 14日、福岡サンパレス / 5月20日 - 31日、オリックス劇場）
- 舞台 タンブリング
  - Vol.3（2012年8月8日 - 12日、東京国際フォーラム ホールC / 8月17日 - 19日、イオン化粧品 シアターBRAVA!） - 金崎愁二 役
  - Vol.3 凱旋公演（2012年9月21日 - 23日、赤坂ACTシアター） - 金崎愁二 役
  - FINAL 東京ファイナル公演（2014年7月20日、赤坂ACTシアター） - 日替わりゲスト
- 朗読劇「緋色の研究」（2012年9月28日、天王洲 銀河劇場）
- 水木英昭プロデュース vol.14「SAMURAI挽歌II」（2012年11月30日 - 12月9日、紀伊國屋ホール / 12月11日、ABCホール / 12月13日、名古屋市芸術創造センター）
- 3150万秒と、少し（2013年2月15日 - 24日、天王洲 銀河劇場/2月27日、梅田芸術劇場シアター ドラマシティ） - 織田先生 役、他
- アトリエ・ダンカン プロデュース ミュージカル「KACHI BUS（カチバス）」 -でっかい北海道で起こった、ちっちゃなバス会社の奇跡-（2014年1月5日 - 13日、下北沢 本多劇場 / 2月12日、札幌市民ホール / 2月14日・15日、帯広市民文化ホール）
- ミュージカル・コメディ「Love Chase!!」（2014年4月9日 - 24日、日比谷シアタークリエ）
- 「眠れぬ夜のホンキートンクブルース」 - 義宗 役
  - 水木英昭プロデュース vol.16「眠れぬ夜のホンキートンクブルース 第二章 〜復活〜」（2014年5月23日 - 6月1日、紀伊国屋サザンシアター / 6月12日、中村文化小劇場/6月14日・15日、ABCホール / 6月17日、西鉄ホール）
  - 水木英昭プロデュース vol.18創立10周年記念公演 第二弾「眠れぬ夜のホンキートンクブルース 第二章 〜飛躍〜」（2015年5月30日 - 6月7日、紀伊國屋ホール / 6月11日、名古屋市青少年文化センター アートピアホール / 6月13日、西鉄ホール / 6月16日・17日、エル シアター / 6月19日、イズミティ21 小ホール）
- 小倉久寛ひとり立ち公演 vol.5「のるかそるか-SINK or SWIM!-」（2014年8月6日 - 17日、新宿シアターサンモール）
- Earth Rise 〜世界のはじまりに君に逢いにいく〜（2014年10月1日 - 5日、六行会ホール） - 心了 役
- 水木英昭プロデュース vol.17創立10周年記念公演 第一弾「レイジー ミッドナイト」（2014年11月15日 - 24日、紀伊國屋ホール / 11月29日・30日、西鉄ホール / 12月2日・3日、近鉄アート館 / 12月5日、中村文化小劇場） - 涼原拓巳 役
- 劇団たいしゅう小説家Present`s「離スタート!」（2014年12月10日、萬劇場） - 日替わりゲスト
- 舞台「悪」（2015年1月28日 - 2月8日、紀伊國屋ホール） - 春日井勇気 役
- 演劇ユニット 100点un・チョイス！第2回公演 舞台「ひまわり」（2015年7月29日 - 8月2日、中目黒キンケロシアター） - 倉吉真人 役
- 朗読劇「しっぽのなかまたち4」（2015年8月15日 - 23日、全労済ホール スペース・ゼロ） - 金谷 / 俊介  /クッキー 役
- ミュージカル「HEADS UP!」（2015年11月13日 - 23日、KAAT神奈川芸術劇場 / 11月26日 - 29日、兵庫県立芸術文化センター 阪急 中ホール / 12月3日、札幌市教育文化会館 / 12月13日、倉敷市芸文館ホール）
- 私のホストちゃん THE FINAL 〜激突!名古屋栄編（2016年1月29日 - 2月14日、天王洲 銀河劇場 / 2月20日、ももちパレス 大ホール / 2月27日・28日、森ノ宮ピロティホール / 3月1日・2日、名古屋市芸術創造センター） - 真純 役
- SHOW ル・リアン（2016年3月31日 - 4月3日、天王洲 銀河劇場 / 4月5日・6日、サンケイホールブリーゼ）
- 連載40周年特別企画 舞台版「こちら葛飾区亀有公園前派出所」（2016年9月9日 - 19日、AiiA 2.5 Theater Tokyo / 9月23日 - 25日、サンケイホールブリーゼ） - RYO（リョー） 役
- BIOHAZARD THE Experience（2017年2月10日 - 26日、Zeppブルーシアター六本木 / 3月4日・5日、新神戸オリエンタル劇場）
- 丸美屋食品 ミュージカル「アニー」 - ルースター 役[3]
  - 2017年公演（2017年4月22日 - 5月8日、新国立劇場 中劇場 / 8月10日 - 15日、シアター・ドラマシティ / 8月19日・20日、東京エレクトロンホール宮城 / 8月25日 - 27日、愛知県芸術劇場 大ホール / 9月3日、サントミューゼ大ホール）
  - 2018年公演（2018年4月21日 - 5月7日、新国立劇場 中劇場 / 8月4日・5日、福岡市民会館 / 8月9日 - 14日、シアター・ドラマシティ / 8月26日、新潟テルサ / 8月31日 - 9月2日、日本特殊陶業市民会館 フォレストホールントミューゼ大ホール）
  - 2019年公演（2019年4月27日 - 5月13日、新国立劇場 中劇場 / 8月1日 - 6日、シアター・ドラマシティ / 8月10日、まつもと市民芸術館 主ホール / 8月17日・18日、東京エレクトロンホール宮城 / 8月24日、JMSアステールプラザ 大ホール / 8月30日 - 9月1日、愛知県芸術劇場大ホール）
- THE CIRCUS! - レイモンド・ベルディエフ 役
  - －エピソード1－（2017年9月24日 - 10月15日、よみうり大手町ホール / 10月18日、刈谷市総合文化センター 大ホール / 10月20日 - 23日、サンケイホールブリーゼ / 10月24日、福岡市民会館）
  - －エピソード2－（2018年6月17日 - 7月1日、よみうり大手町ホール / 7月3日、やまと芸術文化ホール メインホール / 7月5日 - 8日、サンケイホールブリーゼ / 7月10日、青少年文化センター アートピアホール / 7月12日・13日、ももちパレス民会館）
  - －エピソードFINAL－（2019年9月13日、新宿文化センター 大ホール / 9月15日、黒部市国際文化センター コラーレ / 9月16日、刈谷市総合文化センターアイリス 大ホール / 9月18日・19日、森ノ宮ピロティホール / 9月21日 - 29日、新国立劇場 中劇場 / 10月2日、やまと芸術文化ホール メインホール）
- 「三文オペラ」（2018年1月23日 - 2月4日、KAAT神奈川芸術劇場 / 2月10日、札幌市教育文化会館 大ホール）
- project K「僕らの未来」（2018年12月20日、大阪ビジネスパーク円形ホール）- スペシャルトークショーゲスト
- 「山田邦子の門」
  - 山田邦子芸能生活40周年記念公演（2019年5月22日 - 29日、紀伊國屋サザンシアター TAKASHIMAYA  / 6月5日・6日、名古屋市青少年文化センターアートピアホール）
  - 山田邦子還暦記念公演「2020～クニリンピック～」（2020年11月27日 - 12月3日、紀伊國屋ホール）
- ロカビリー☆ジャック（2019年12月5日 - 30日、シアタークリエ / 1月11日 - 12日、福岡市民会館 / 1月16日、日本特殊陶業市民会館 ビレッジホール）- テッド・ロス 役[4]
- 『ヒプノシスマイク-Division Rap Battle-』Rule the Stage - 天国獄 役
  - -track.3- （2020年10月2日 - 11日、TOKYO DOME CITY HALL）
  - 《Bad Ass Temple VS 麻天狼》 （2022年12月1日 - 18日、品川プリンスホテル ステラボール）
- Daiwa House Special Broadway Musical「The PROM」 Produced by 地球ゴージャス（2021年3月10日 - 4月13日、TBS赤坂ACTシアター） - ニック 役
- *pnish* vol.16「*pnish*(パニッシュ)」（2021年6月23日、赤坂RED THEATER） - ミニアフタートークゲスト
- ミュージカル「October Sky－遠い空の向こうに－」（2021年10月6日 - 24日、Bunkamuraシアターコクーン / 11月11日 - 14日、森ノ宮ピロティホール）
- ミュージカル「遠ざかるネバーランド」（2022年3月18日・19日、北とぴあつつじホール / 23日 - 27日、俳優座劇場） - フォガーテ 役
- jtakashi@HaloHalo Company presents junkiesista×junkiebros.「GOHCAGO〜御加護〜」（2022年7月13日、中目黒キンケロシアター） - 回替わりゲスト
- 『女の友情と筋肉 THE MUSICAL』  - 小西マユ 役
  - 初演（2022年9月16日 - 25日、品川プリンスホテル ステラボール / 10月1日・2日、COOL JAPAN PARK OSAKA TTホール）
  - 幸せの上腕二頭筋（2024年5月17日 、なかのZERO 大ホール / 5月25日・26日、森ノ宮ピロティホール / 5月30日 - 6月9日、品川プリンスホテル ステラボール）
- ミュージカル「バンズ・ヴィジット」（2023年2月7日 - 23日、日生劇場 / 3月6日 - 8日、梅田芸術劇場シアター・ドラマシティ / 3月11日 - 12日、刈谷市総合文化センター大ホール） - ツェルゲル 役
- イヤードラマNUMA朗読劇 vol.1「シュウガク！」（2023年3月18・19日、神奈川・赤レンガ倉庫１号館３Fホール）
- 舞台『弱虫ペダル』 - 泉田塔一郎 役
  - THE DAY 1（2023年8月4日 - 13日、天王洲 銀河劇場）
  - THE DAY 2（2024年3月1日 - 10日、天王洲 銀河劇場）[5]
  - Over the sweat and tears（2024年8月31日 - 9月8日、東京 シアターH）
- 舞台『呪術廻戦』- 京都姉妹校交流会・起首雷同 -（2023年12月15日 - 31日、天王洲 銀河劇場 / 2024年1月6日 - 14日、AiiA 2.5 Theater Kobe）- 壊相 役[6]
- ヴェニスの商人（2024年12月6日 - 22日、日本青年館ホール / 12月26日 - 29日、京都劇場 / 2025年1月6日 - 10日、御園座）[7]
- 舞台タメ劇 vol.1『タイムカプセル Bye Bye Days』（2025年1月20日・26日、紀伊國屋ホール） - はるちん（春田里志） 役（回替わりゲスト）[8][9]
- 聖剣伝説3 TRIALS of MANA THE STAGE（2025年3月7日 - 16日、サンシャイン劇場 / 4月4日 - 6日、COOL JAPAN PARK OSAKA TTホール） - ケヴィン 役[10][11]
- 舞台『日本三國』（2025年7月25日 - 8月3日、シアターH） - 九羅亜輝威 役[12]

### ライブ・コンサート
- Amuse Presents ハンサム LIVE
  - 「ハンサム祭り 〜お台場紅白歌合戦〜」（2007年12月30日、Zepp Tokyo）
  - SUPER ハンサム LIVE 2008 「今宵 あなたとシンギングー」（2008年12月30日、Zepp Tokyo）
  - SUPER ハンサム LIVE 2009「♂男 da 男!!♂」（2009年12月29日・30日、Zepp Tokyo）
  - SUPER ハンサム LIVE 2010（2010年12月29日・30日、Zepp Tokyo）
  - SUPER ハンサムLIVE 2011（2011年12月26日 - 28日、パシフィコ横浜 国立大ホール）
  - SUPER ハンサム LIVE 2012（2012年12月26日 - 28日、パシフィコ横浜 国立大ホール）
  - SUPER ハンサム LIVE 2013（2013年12月26日・27日、舞浜アンフィシアター）
  - SUPER ハンサム LIVE 2014「EVER LASTING SHOW」（2014年12月26日 - 28日、パシフィコ横浜 国立大ホール）
  - HANDSOME FESTIVAL 2016（2016年12月17日・18日、TOKYO DOME CITY HALL / 12月29日、東京国際フォーラム ホールA）
  - 15th Anniversary SUPER HANDSOME LIVE「JUMP↑ with YOU」（2020年2月15日・16日、両国国技館） - 15th Anniversary Guest
  - SUPER HANDSOME LIVE 2022 “ROCK YOU! ROCK ME!!”（2022年12月30日、LINE CUBE SHIBUYA）
  - SUPER HANDSOME LIVE 2024「WE AHHHHH！」（2024年3月22日 - 24日、LINE CUBE SHIBUYA）
- 地球ゴージャス20th Anniversary Gala Concert（2015年3月29日、舞浜アンフィシアター）
- 安蘭けいドラマティック・コンサート 愛の讃歌（2016年7月14日、Bunkamuraオーチャードホール）
- Act Against AIDS 2018 「THE VARIETY 26」 ～遂に！俳優だけの武道館ライブ！！…大丈夫なのか～～！？～（2018年12月1日、日本武道館）
- 『ヒプノシスマイク-Division Rap Battle-』Rule the Stage - 天国獄 役 
  - -Battle of Pride-（2021年8月14日・15日、丸善インテックアリーナ大阪 / 8月24日・25日、ぴあアリーナMM）[13]
  - 《Rep LIVE side M.T.C》（2022年7月9日、Zepp Fukuoka）- 日替わりゲスト
  - 《Rep LIVE side B.A.T》（2023年5月30日・31日、 Zepp Nagoya  / 6月5日・6日、 Zepp Osaka Bayside   / 6月8日 - 10日、 Zepp Haneda）
  - -Battle of Pride 2023-（2023年9月3日、 大阪城ホール  / 9月7日 - 10日、  ぴあアリーナMM）
- ミュージカル「アニー」クリスマスコンサート2021（2021年12月18日・19日、新国立劇場 中劇場）

### イベント
- 「GROUND 0」
  - Vol.1（2004年1月、渋谷BOXX）
  - Vol.2（2004年5月、原宿アストロホール）
  - Vol.3（2004年8月、Shibuya O-EAST/大阪FAN J-2）
- 青柳塁斗 トーク＆DVD発売イベント「Haaai!スクーるいと」（2006年12月17日、渋谷FORUM8）
- 青柳塁斗 DVD「るックいッと3」発売イベント（2007年12月2日、横浜赤レンガ倉庫ホール）
- Amuse Presents「THE GAME 〜Boy's Film Show〜」
  - 2009年作品（2009年8月14日 - 16日、中野サンプラザ）
  - 2010年作品（2010年8月2日 - 4日、五反田ゆうぽうとホール / 8月13日 - 15日、メルパルク大阪）
- 半生執事〜舞台「黒執事」鑑賞会〜（2009年11月1日、中京大学文化市民会館 プルニエホール）
- るいとといる 〜青柳塁斗 もうすぐ誕生20周年記念パーティー〜（2010年3月14日、下北沢GARDEN）
- ニコニコ動画 ニコ動スターチャンネル 生男ch「生男ch (0626) 公開放送〜1人で出来るもん〜」（2011年6月26日、新宿ロフトプラスワン）
- 木曜ナイトショー「新・クラブ龍」（2011年10月13日、目黒食堂） - ゲスト出演
- 地球ゴージャス宣伝隊「SHITAPPARZ」任務完了イベント（2012年6月3日、ビッグサイトTFTホール1000）
- マリア・マグダレーナ来日特別公演『マグダライブ!!』（2012年6月19日、SHIBUYA-AX） - アンジェラ 役（日替わりゲスト）
- 居酒屋×庄汰 50回放送＆一周年記念イベント 〜懺shoお見舞い申し上げます。これが最後のizasho??〜（2014年9月6日、新宿村LIVE）
- 眠れぬ夜のホンキートンクブルース第二章〜飛躍〜 特別イベント「ホンキートンク祭り」（2015年6月14日、西鉄ホール / 6月21日、東京ベイ幕張ホール）
- トークライブ『E&Y vol.for』〜貴女のためのE&Y月間〜（2015年7月18日、九龍座） - 日替わりゲスト
- SUPERハンサムLIVE 復習DVD「BOYS,BE HANDSOME!!!」復習DVD発売記念 先行上映会 第3部（2015年11月15日、ラフォーレミュージアム六本木）
- RUITO's 27th BIRTHDAY EVENT（2017年3月26日、スパイラルホール）
- 山田邦子の門 特別イベント「令和元年 邦子祭り」（2019年5月26日、紀伊國屋サザンシアター TAKASHIMAYA）
- 『ヒプノシスマイク -Division Rap Battle-』Rule the Stage track.3 VISUAL COMMENTARY（2021年6月6日、Mixalive TOKYO）
- 吉村卓也バースデーイベント〜宴〜（2022年4月3日、 LOFT9 Shibuya ） - 第一回ゲスト
- 「S×？vol.2 RADIO BOX」（2022年4月17日、有楽町よみうりホール）
- AFTER HANDSOME CINEMA TOUR “SHOW YOU! SHOW ME!!”（2023年3月15日、丸の内ピカデリー）
- 『鮎川太陽 芸能活動22周年記念イベント』（2023年9月23日、TSBCマルチホール） - 第一部ゲスト
- 百成瑛Presentsイベント 百成瑛×中島拓人『お前とシバイがしたい！』（2024年7月6日、サンパール荒川） - 第1部・第2部・第3部ゲスト
- Takuto Nakajima Birthday event 2024 （2024年9月14日、THECOO株式会社 イベントスペース） - 1部ゲスト
- AFTER HANDSOME CINEMA TOUR 2024“WE WAHHHHH！“ （2024年10月27日、新宿ピカデリー）

### ミュージックビデオ
- SKUNK SHOT BOOSTER「友へ」

### WEB番組
- るいとと○○ #1 - #10（2015年9月 - 2017年8月、ストラボ東京）
- 「ヒロムー」生配信 〜前世療法編〜（2021年5月28日、ストラボ東京）
- あまちゃんねる #2 -焼肉食べる- 前編・後編（2024年6月30日・8月1日、Amuse+）
- 【まっするいとTV】（2024年9月23日、Amuse+）

### CM
- セガトイズ クリアノート
- 任天堂 ポケモンカードゲーム
- 任天堂 ドンキーコンガ2

### その他
- 「ライブ・ビューイング フェス2020 ‐Act Call‐‟FILM FES”」Amuse presents「SUPER ハンサム LIVE 2012」SUPER PREMIUM VER.（2020年7月15日・16日・23日）

## 作品

### DVD・Blu-ray
- るックいッと 1（2006年6月7日）
- ON LINE（2006年8月）
- 心霊写真 呪撮（2006年8月25日） - 林和義 役
- るックいッと 2（2006年12月17日）
- FROGS（2007年5月）
- ルームシェア（2007年7月）
- FROGS spin off（2007年11月）
- るックいッと 3（2007年12月2日）
- THE GAME 〜Boy's Film Show〜（2009年12月20日）
- THE GAME 〜Boy's Film Show〜 2010（2010年12月17日）
- 地球ゴージャスプロデュース公演 Vol.12 海盗セブン（2012年10月24日）
- 舞台 タンブリング vol.3（2013年1月9日）
- 復習DVD「BOYS, BE HANDSOME!!!」（2015年11月18日）
- 舞台 私のホストちゃん THE FINAL ～激突！名古屋栄編～（2016年）
- 保存版DVD「HANDSOME FESTIVAL 2016」（2017年6月14日）
- 15th Anniversary SUPER HANDSOME LIVE「JUMP↑with YOU」（2020年7月10日）
- SUPER HANDSOME LIVE 2022 “ROCK YOU! ROCK ME!!” （2023年7月28日）
- SUPER HANDSOME LIVE 2024 “WE AHHHHH！” （2024年10月30日）

### 音楽CD
- ミュージカル テニスの王子様
  - ベストアクターズシリーズ 004 斎藤工 as 忍足侑士 & 青柳塁斗 as 向日岳人（2006年7月26日）
  - ベストアクターズシリーズ 005 桜田通 as 越前リョーマ（2006年12月16日） - 「NO MYSELF, NO LIFE」にてラップ出演
- SUPER HANDSOME
  - 予習＋復習サウンドトラック 「THE HANDSOME SHOW」（2012年12月5日）
  - 予習＋復習Soundtrack 2013「LAUGH & PEACE」（2013年12月3日）
  - 予習＋復習Soundtrack 2014「EVER LASTING STORY」（2014年12月3日）
  - HANDSOME FESTIVAL 2016 予習Sound Track （2016年11月23日）
  - 15th Anniversary SUPER HANDSOME COLLECTION「JUMP↑」 （2019年11月30日）
  - SUPER HANDSOME COLLECTION「HERE WE AHHHHH！」 （2023年12月20日）
- ヒプノシスマイク -Division Rap Battle- Rule the Stage『Turn up the Stage』（2022年4月27日）